# William Christie (astronomo)
William Henry Mahoney Christie (1º ottobre 1845 – 22 gennaio 1922) è stato un astronomo inglese.

## Biografia
Dopo aver studiato al King's College di Londra e al Trinity College, divenne nel 1870 assistente di George Biddell Airy.
Membro della Royal Society dal 1871, nel 1877 fu editore dell'Observatory Magazine. Nel 1881 sostituì Airy come astronomo reale.
Si interessò in particolar modo all'ottica, all'astrofisica e alla spettroscopia.
Morì su una nave diretta in Marocco. Le sue ceneri vennero disperse in mare.